# Johann Konrad Dreyer
Johann Konrad Dreyer (* 1672 in Braunschweig; † 23. Januar 1742 in Lüneburg) war ein deutscher Tenor und Kantor.

## Leben und Werk
Als Sohn eines Schusters erhielt Johann Konrad Dreyer seine erste musikalische Ausbildung durch den Braunschweiger Kantor Franciscus Günther.
Von 1700 bis 1705 sang Dreyer für Johann Mattheson die Tenorrollen an der Hamburger Gänsemarktoper. Der junge Händel war ebenfalls Mitglied dieses Ensembles. Mattheson schrieb über Dreyer, er habe noch nie einen Sänger getroffen, der in Hinsicht auf das Theater begabt und der sich gleichzeitig dabei weiser, bescheidener, gemäßigter, fleißiger, rationaler und virtuoser verhalten habe oder der größere musikalische Beständigkeit und eine feinere Tenorstimme in die Waagschale geworfen habe. Dreyer und Mattheson teilten sich die Rollen der Opern von Gottfried Keiser, Georg Bronner und von Mattheson selbst. Dreyer sang wahrscheinlich 1705 die ersten Aufführungen von Händels Opern Almira und Nero. Von 1709 bis 1713 war Dreyer einer der Pächter der Hamburger Gänsemarktoper. Dann wurde er Kantor im ehemaligen Benediktinerkloster Sankt Michaelis in Lüneburg, wo er bis zu seinem Tode wirkte.
Laut Angaben der Library of Congress sind der Komponist Domenico Maria Dreyer und dessen jüngerer Bruder, der Kastrat, Impresario und Opernkomponist Giovanni Filippo Dreyer, die beide in Russland und später in Italien wirkten, Söhne von Johann Konrad Dreyer.